# Грегор Тварнушки
Грегор Тварнушки (глсрп. Hrjehor Twarnuški, нем. Gregor Twarnuschky; до 1500 — Праг, 1528) био је лужичкосрпски сељак, вођа сељачких устанака.
Године 1527. у делу горњолужичкосрпског сталешког поседа Хојерсверде — на земљама Вилхелма фон Шенберга, где је било више од 40 лужичкосрпских села, избио је сељачки устанак, који је био резултат окрутног угњетавања сељака и Немачког сељачког рата (1525). У устанку су учествовали сељаци из ових села. Шенберг није могао сам да сломи побуњенике. Посед уз помоћ војних снага Будишина (сада Бауцен) заробио је 12 вођа устанка. Одведени су у тврђаву Будишина, одакле су побегли. Жалбе сељака истраживала је комисија, која дошла до резултата с којима се сељаци нису слагали. Делегација представника сељака на челу са Тварунушком отишла је ка владару у Праг да подне жалбу надвојводи Фердинанду I. Међутим, надвојвода је наредио да ухапси Тварнушког и тешко мучи да ода имена вођа устанка. По повратку кући Тварнушки је ухапшен и бачен у затвор. Трећег дана мучења, након што су му ноге сломљене и кости су му биле смрскане, он је одао имена, и убрзо је умро. Након тога 12 вођа су ухапшени и бачени у затвор Будишина. Након три године затвора су погубљени.